# لارس ويلمسن
لارس ويلمسن (بالنرويجية البوكمول: Lars Wilhelmsen)‏ هو اقتصادي نرويجي، ولد في 7 ديسمبر 1946.